# 豊田雅俊
豊田 雅俊（とよた まさとし、1976年10月25日 - ）は徳島県出身のレスリング選手。身長162cm。
穴吹高校時代から全国高校グレコ選手権、JOC杯、国体で優勝し注目される。拓殖大学に進学後、全日本大学グレコローマン選手権52kg級で2連覇を達成した。2002年に全日本選手権で念願の優勝を果たし、翌年の世界選手権に出場した。
2004年のアテネオリンピックに、レスリング男子グレコローマンスタイル55kg級の日本代表として出場した。

## 主な戦績
- 1995年 全日本大学グレコローマン選手権52kg級 1位
- 1996年 全日本大学グレコローマン選手権52kg級 1位
- 1997年 全日本大学グレコローマン選手権54kg級 1位
- 1997年 全日本レスリング選手権大会 4位
- 1998年 全日本レスリング選手権大会 2位
- 1999年 全日本レスリング選手権大会 2位
- 2001年 全日本レスリング選手権大会 3位
- 2002年 全日本レスリング選手権大会55kg級 1位
- 2003年 レスリング世界選手権 20位
- 2004年 アテネオリンピック 10位